# بوني فاغان
بوني فاغان (بالإنجليزية: Bonnie Fagan)‏ هي ناشِطة أسترالية، ولدت في 1979.